# Bernard Béguin

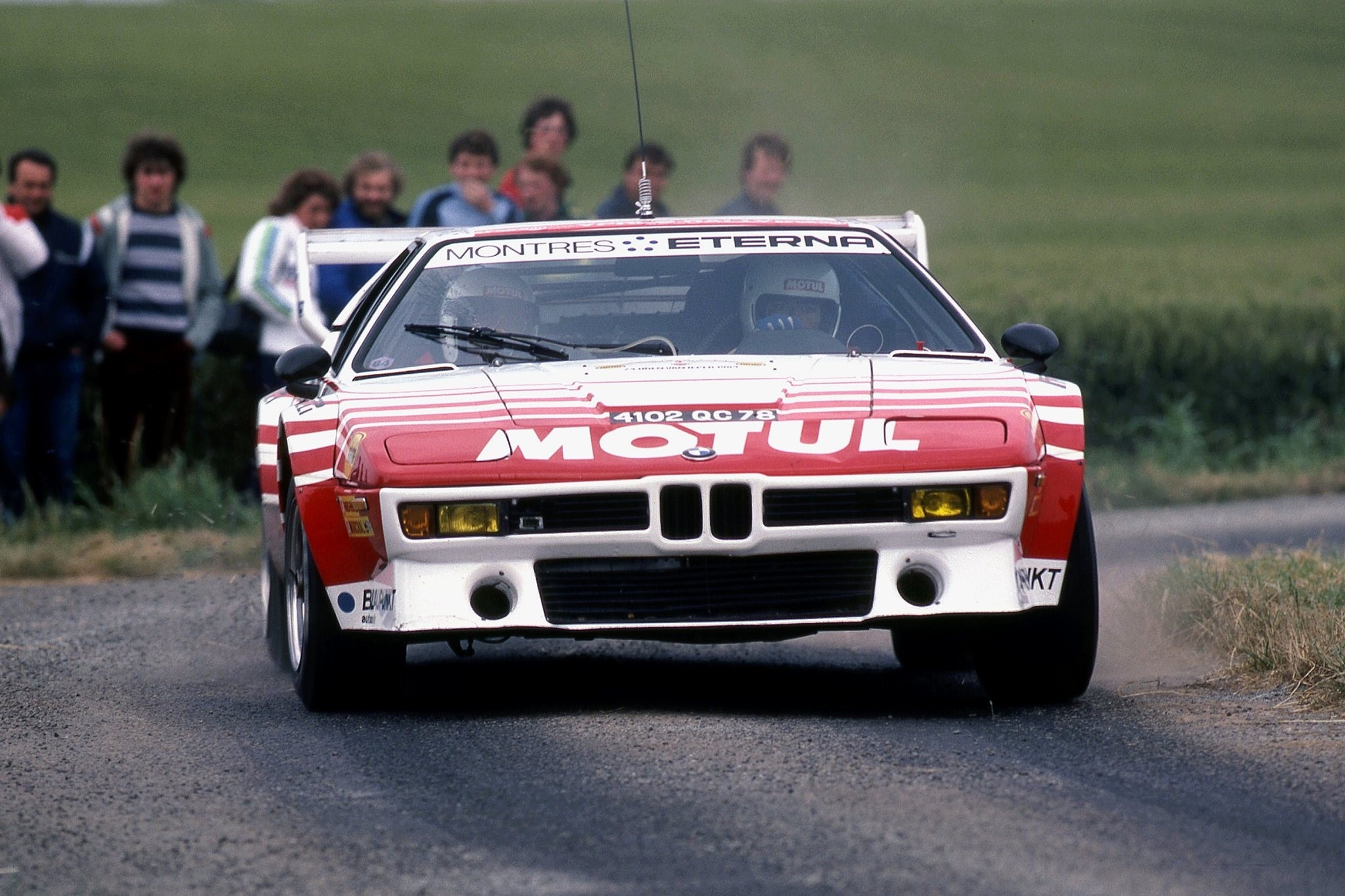
Bernard Béguin mit seinem BMW M1 der Gruppe B bei der Rallye „24 Stunden von Ypern“ 1984 in Belgien

Bernard Béguin (* 24. September 1947 in Grenoble) ist ein ehemaliger französischer Rallye- und Rundstreckenrennfahrer.

## Karriere
Bernard Béguin war vor allem als Rallyefahrer bekannt. Er begann 1971 mit dem Rallyesport. Zuerst als Amateur unterwegs, fuhr er ab Mitte der 1970er-Jahre professionell Rennen. Viermal – 1979, 1991, 1992 und 1993 – gewann er die Gesamtwertung der französischen Rallye-Meisterschaft. Sein größter internationaler Erfolg war sein Sieg bei der Tour de Corse 1987 auf einem BMW M3. Seine letzte Rallye bestritt er 1996, als er mit einem Subaru Impreza bei der Rallye Monte Carlo am Start war.
Dreimal – 1975, 1977 und 1980 – war Béguin als Fahrer auch beim 24-Stunden-Rennen von Le Mans am Start. Der Porsche 935, den er sich mit Claude Haldi und Volkert Merl 1980 teilte, fiel nach 37 Runden mit Motorschaden aus. Fünf Jahre davor erreichte er den 15. Rang in der Gesamtwertung. 1977 scheiterte er an einem überhitzten Zylinder.

## Statistik

### Le-Mans-Ergebnisse
| Jahr | Team                | Fahrzeug                | Teamkollege   | Teamkollege           | Platzierung             | Ausfallgrund         |
| ---- | ------------------- | ----------------------- | ------------- | --------------------- | ----------------------- | -------------------- |
| 1975 | Porsche Club Romand | Porsche 911 Carrera     | Claude Haldi  | Peter Zbinden         | Rang 15 und Klassensieg |                      |
| 1977 | Bernard Béguin      | Porsche 911 Carrera RSR | Robert Boubet | Jean-Claude Briavoine | Ausfall                 | überhitzter Zylinder |
| 1980 | Meccarillos Racing  | Porsche 935             | Claude Haldi  | Volkert Merl          | Ausfall                 | Motorschaden         |

### Einzelergebnisse in der Sportwagen-Weltmeisterschaft
| Saison | Team                                | Rennwagen              | 1   | 2   | 3   | 4   | 5   | 6   | 7   | 8   | 9   | 10  | 11  | 12  | 13  | 14  | 15  | 16  |
| ------ | ----------------------------------- | ---------------------- | --- | --- | --- | --- | --- | --- | --- | --- | --- | --- | --- | --- | --- | --- | --- | --- |
| 1975   | Porsche Club Romand                 | Porsche Carrera RSR    | DAY | MUG | DIJ | MON | SPA | PER | NÜR | ZEL | WAT |     |     |     |     |     |     |     |
| 1975   | Porsche Club Romand                 | Porsche Carrera RSR    |     |     |     | DNF | 4   | 20  |     |     |     |     |     |     |     |     |     |     |
| 1980   | Meccarillos Racing Mazda Motul Team | Porsche 935 Mazda RX-7 | DAY | BRH | SEB | MUG | MON | RIV | SIL | NÜR | LEM | DAY | WAT | SPA | MOS | ROA | VAL | DIJ |
| 1980   | Meccarillos Racing Mazda Motul Team | Porsche 935 Mazda RX-7 |     |     |     |     |     |     |     | DNF | DNF |     |     | 21  |     |     |     | 2   |
| 1982   | Claude Haldi                        | Porsche 935            | MON | SIL | NÜR | LEM | SPA | MUG | FUJ | BRH |     |     |     |     |     |     |     |     |
| 1982   | Claude Haldi                        | Porsche 935            | DNF |     |     |     |     |     |     |     |     |     |     |     |     |     |     |     |